# Programa termonuclear de la Unión Soviética
Programa soviético de las armas termonucleares hace referencia a la parte del programa nuclear soviético dedicada al desarrollo de las armas termonucleares. Los proyectos comenzaron en 1945, cuando los soviéticos comenzaron a recibir información sobre las investigaciones realizadas en los Estados Unidos sobre una nueva arma de destrucción masiva, la "Superbomba".

## Inicios
El comienzo de los primeros intentos de crear un arma termonuclear por parte de la Unión Soviética se remonta a las primeras investigaciones hechas en el campo de la fusión nuclear en los Estados Unidos, en 1942.
La detonación de la primera bomba atómica soviética, la RDS-1 el 29 de agosto de 1949, fue una verdadera sorpresa para los estadounidenses. El rápido avance soviético en materia de armas nucleares aceleró el desarrollo de un intenso programa para la creación de todo tipo de armas nucleares, enfocándose principalmente en la creación de un arma de fusión, empezando por la construcción de un reactor nuclear para la producción de tritio. El 31 de enero de 1950, el presidente Harry Truman anunció su decisión de comenzar el programa.

## Las primeras bombas de fusión
A mediados de 1948, cuando se logró acumular una considerable cantidad de información proveniente del programa nuclear estadounidense, que se comenzó a planificar un proyecto para la construcción de una bomba de fusión. La investigación teórica estuvo encabezada por Yákov Zeldóvich, quién trabajó con un selecto grupo de físicos: Andréi Sájarov, Vitali Gínzburg y Víktor Davidenko. El desarrollo de armas termonucleares fue convirtiendo en una prioridad para la Unión Soviética. Durante la primavera de 1950 los físicos nucleares Ígor Tamm, Andréi Sájarov y Yuri Románov se trasladaron a un laboratorio en Arzamas-16 y comenzaron un intenso trabajo sobre la bomba de hidrógeno. El proyecto, al igual que el estadounidense, se enfocó primeramente en el diseño de un dispositivo con deuterio líquido. Uno de los primeros experimentos con fusión nuclear se hizo con la bomba RDS-2, en la que se añadió tritio.

### ElTrubá
Sájarov dio la primera idea para los diseños de la nueva bomba RDS-6 (correspondiendo a la serie). Su primer diseño fue un dispositivo de fisión nuclear mejorado con un núcleo fisionable rodeado de deuterio líquido. El diseño fue posteriormente llamado Trubá (RDS-6t). 

### ElSloika
Ginzburg añadió la segunda idea, cambiando el deuterio líquido por capas de deuteruro de litio-6 y material fisionable. Este diseño fue llamado Sloika (por un pastel en capas típico de la repostería rusa). Los estadounidenses obtuvieron diseños similares, pero los soviéticos se enfocaron en construir una bomba arrojable. La idea se materializó en 1953, cuando se construyó la bomba RDS-6s, constituida por un núcleo de uranio-235 rodeado por capas alternadas de deuteruro de litio y uranio natural. La bomba fue detonada en Semipalátinsk el 12 de agosto del mismo año, instalada sobre una torre, con una potencia de 400 kilotones.

## LaTercera idea de Sájarov
A pesar de éxito relativo conseguido con el dispositivo RDS-6s, los estadounidenses habían logrado ya la creación de la "auténtica" superbomba. El 1952, se llevó a cabo en el atolón Enewetak la primera prueba de un dispositivo termonuclear de dos etapas, conocida como Ivy Mike. Este concepto fue alcanzado por los soviéticos en 1953, cuando el equipo de trabajo de Zeldóvich, Sájarov y Davidenko llegaron al diseño de una bomba de fusión de dos etapas, basado en la compresión hidrodinámica. Este avance es al parecer atribuible a Davidenko. El segundo gran avance ocurrió en 1954 luego de la prueba nuclear Castle Bravo, donde los estadounidenses lograron un diseño acertado, basado en la implosión de radiación. La noticia del experimento motivó al equipo de científicos a intensificar el programa, llegando al mismo concepto gracias a Sájarov. Este avance era llamado Tercera idea de Sájarov, y se materializó en 1955 en la bomba RDS-37, probada el 22 de noviembre.